# روز هفتم (فیلم ۱۹۲۲)
روز هفتم (به انگلیسی: The Seventh Day) یک فیلم درام صامت آمریکایی محصول سال ۱۹۲۲ به کارگردانی هنری کینگ و با بازی ریچارد بارتلمس، لوئیز هاف، فرانک لوسی و ان کرنوال است. 